# Kolej górska Rheineck–Walzenhausen
Kolej górska Rheineck–Walzenhausen (skr. RhW, niem. Bergbahn Rheineck–Walzenhausen, pot. Walzehuusebähnli, Walzenhausener-Bähnli, Walzenhausen-Express lub TGV Train a grande vibrations) – wąskotorowa kolej z odcinkiem zębatym, na którym zastosowano system zębatek opracowany przez szwajcarskiego inżyniera Nikolausa Riggenbacha, łącząca położone w dolinie Renu Rheineck (stacja styczna kolei normalnotorowej SBB z St. Margrethen do Rorschach) w kantonie St. Gallen z Walzenhausen w kantonie Appenzell.

## Historia i przebieg
W 1896 roku została otwarta kolej linowo-terenowa z napędem wodnym (balastowym), która po remoncie w 1958 roku została przekształcona w obecną kolej zębatą (na części trasy). Zintegrowano z nią linię łącznikową Rheineck, zbudowaną w 1909 roku jako tramwaj o standardowym rozstawie (1435 mm) do stacji Rheineck. Od 1 grudnia 1958 roku linia na całej długości została zelektryfikowana; wcześniej do stacji Ruderbach kursował jeden wagon tramwajowy z napędem spalinowym i jeden z napędem elektrycznym. Tabor został ostatecznie zastąpiony wyłącznie wagonami elektrycznymi; zrezygnowano z wagonów korzystających z tzw. systemu przeciwwagi wodnej.
Trasa zaczyna się na stacji kolei SBB (normalnotorowej) Rheineck i po 643 metrach (stacja pośrednia Ruderbach) dochodzi do początku odcinka zębatego. Następnie przebiega pod górę ze stałym nachyleniem 25%. Po przejechaniu 315-metrowego tunelu pociąg przejeżdża przez most wśród łąk, by dojechać do górnej stacji Walzenhausen zlokalizowanej na wysokości do 672 m n.p.m.
Kolej była pierwotnie obsługiwana przez prywatne przedsiębiorstwo o tej samej nazwie, zanim w 2006 roku została włączona do Appenzeller Bahnen.
W pobliżu funkcjonowała w przeszłości sieć tramwajowa RhW (Rheintalische Straẞenbahn) o rozstawie szyn 1000 mm.

## Turystyka
Górna stacja stanowi punkt wypadowy szlaków turystycznych, które zapewniają panoramy Vorarlbergu, Alpstein, Jeziora Bodeńskiego, Lindau, Wasserburg i Langenargen. Przejazd koleją można też łączyć z wycieczką statkiem po Renie i Jeziorze Bodeńskim. 

## Parametry techniczne
Kolej charakteryzuje się następującymi parametrami technicznymi:
- długość: 1960 m,
- czas jazdy: 5 minut[3],
- trakcja elektryczna,
- klasa: trzecia, drewniane siedzenia[3],
- układ torowisk: pojedynczy tor,
- rozstaw toru: 1200 mm,
- różnica poziomów: 270 metrów[2].

## Galeria

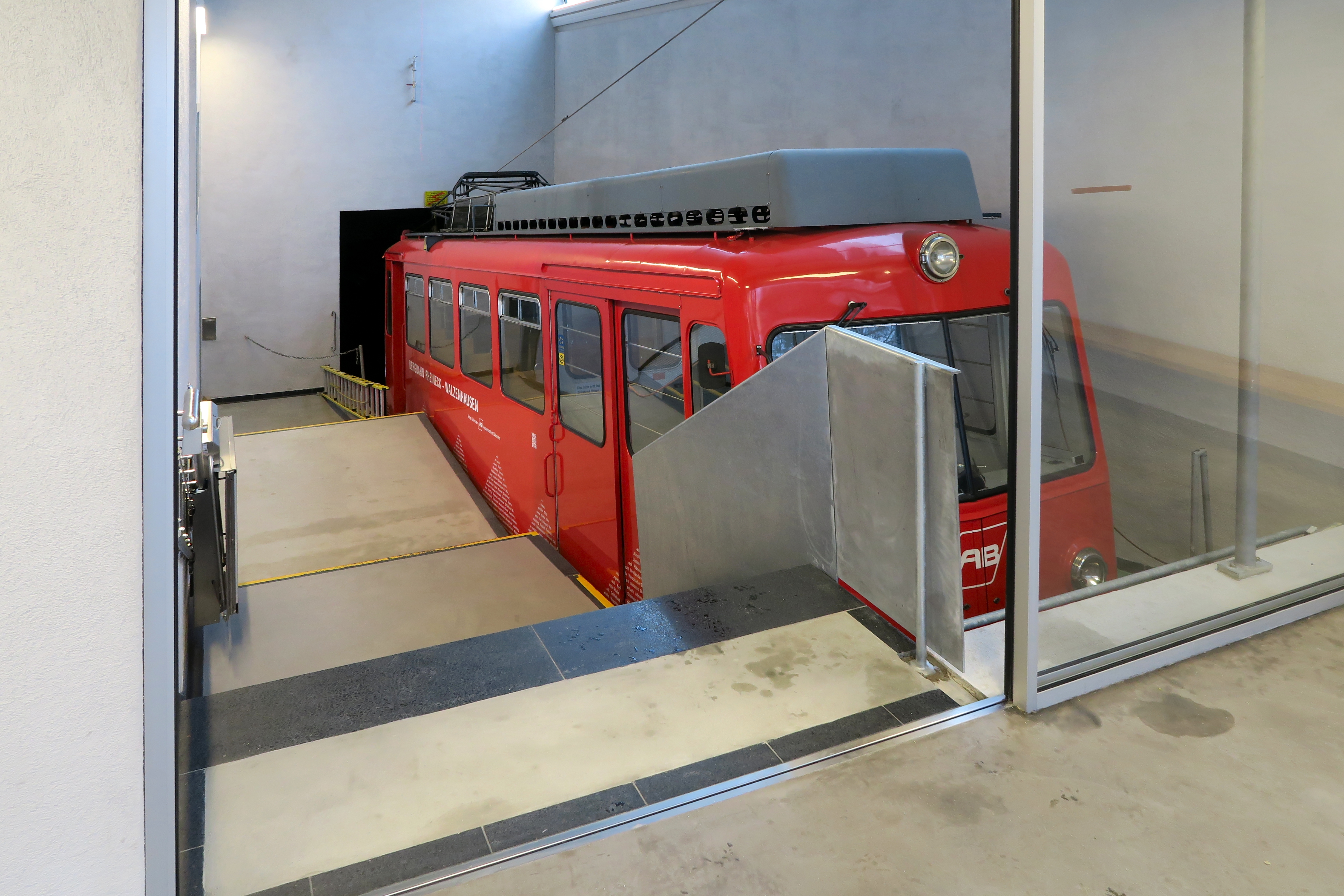
Stacja górna Walzenhausen
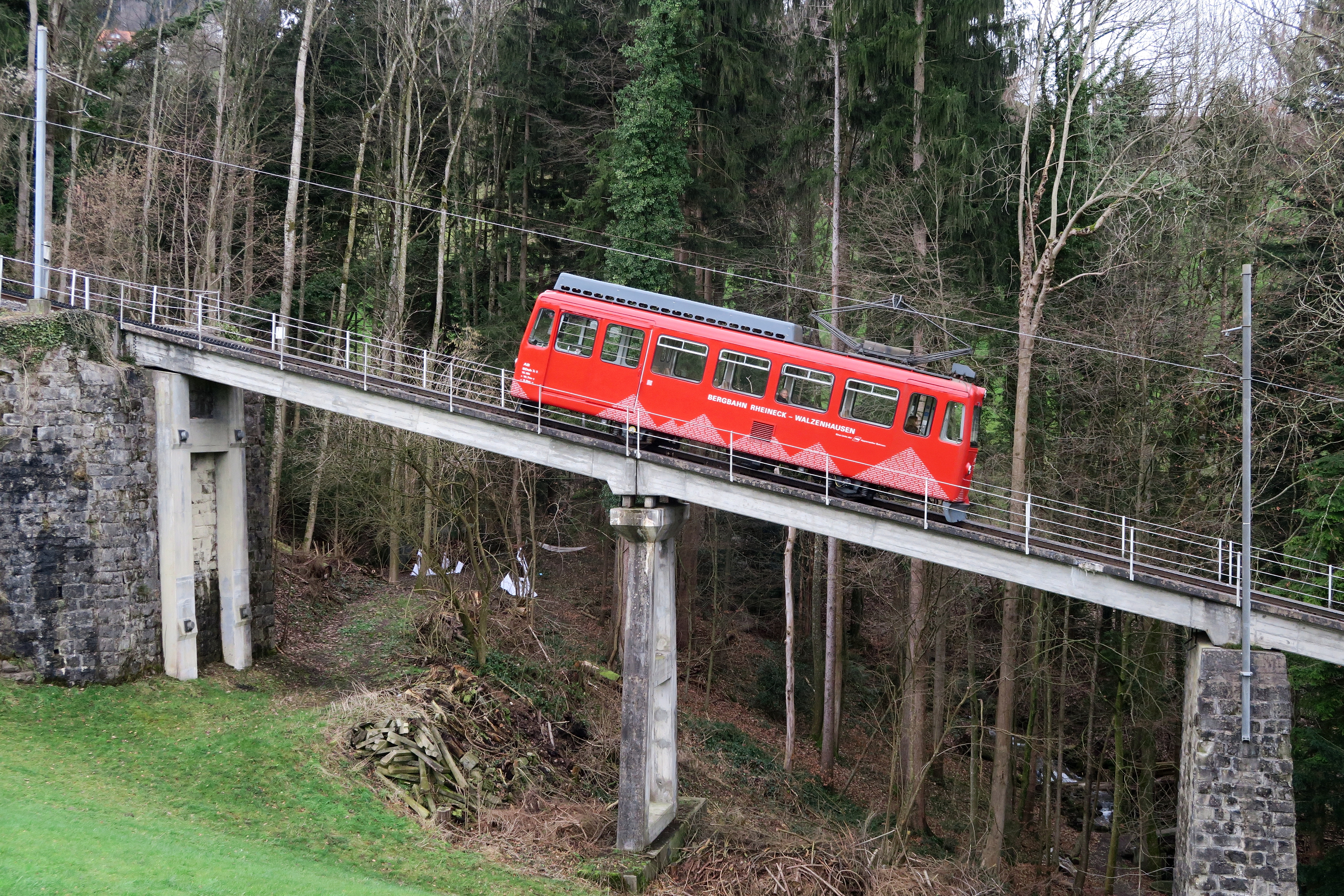
Wagon na trasie
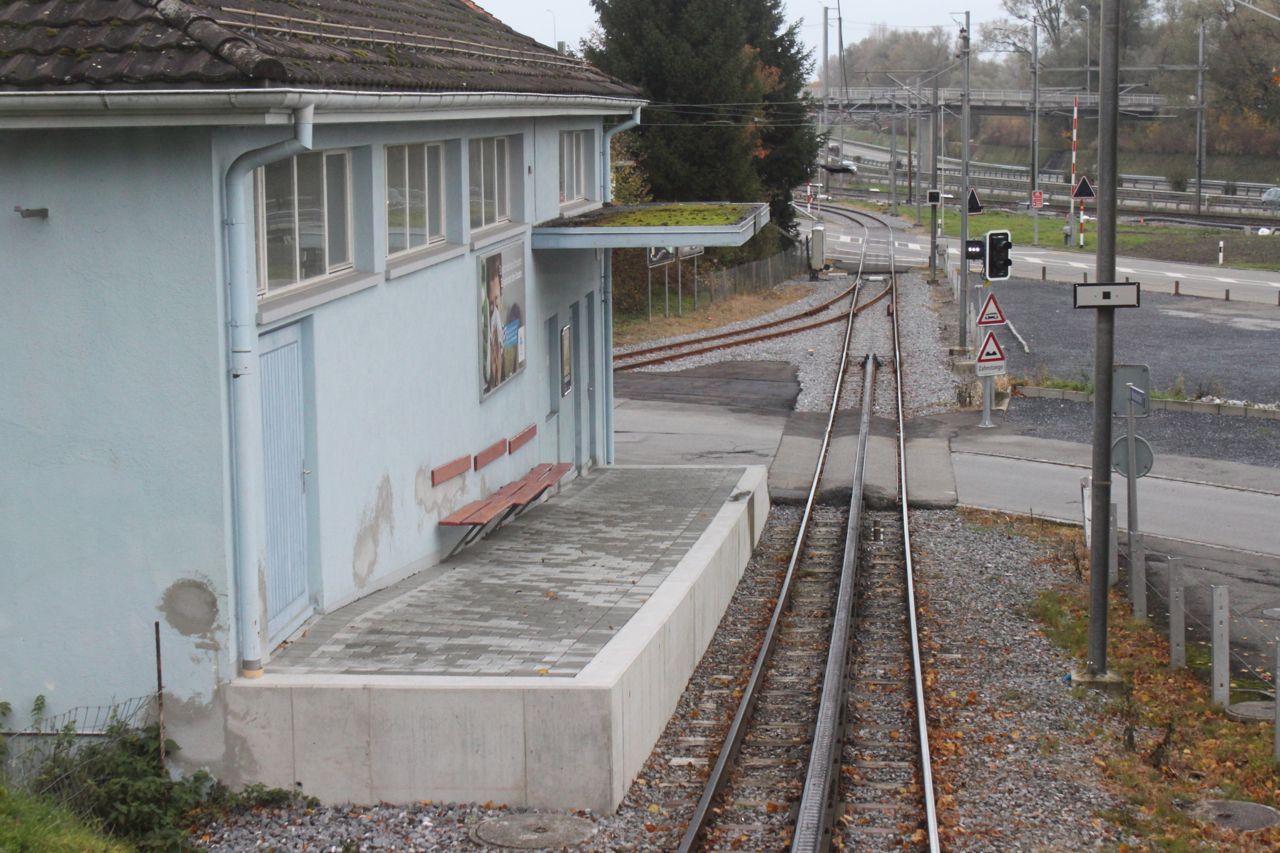
Stacja pośrednia Ruderbach i początek odcinka z zębatką
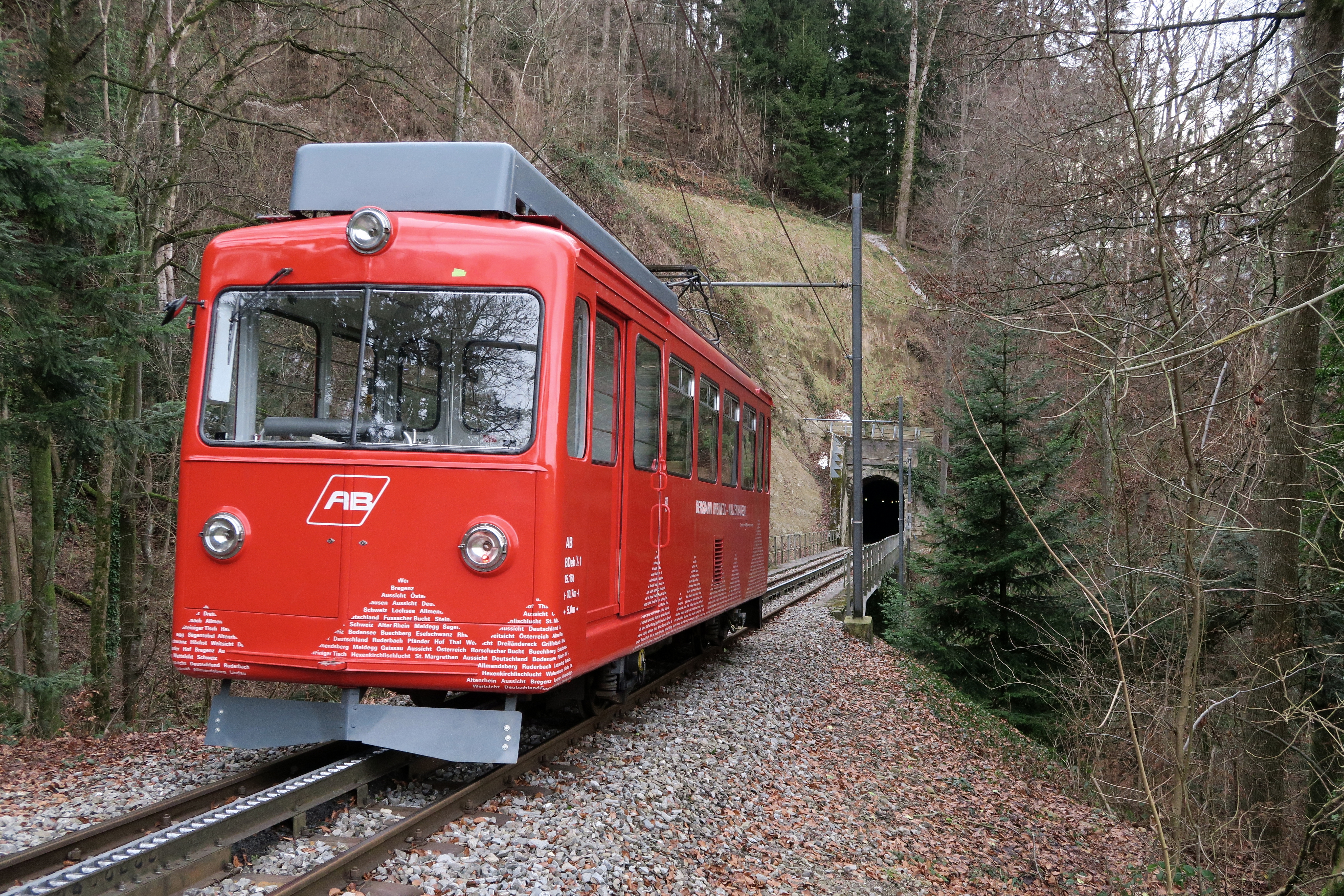
Krajobraz z trasy